# ミラノ宣教会
ミラノ宣教会（みらのせんきょうかい、P.I.M.E.）は、北イタリア・ロンバルディア州のミラノ教区による外国宣教会。1926年にPontificio Istituto Missioni Estere（教皇庁立外国宣教会）となる。

## 創設
1926年、ミラノ教区司教アンジェロ・ラマッツォッティが1850年に設立したミラノ外国宣教研究所と、1871年に設立された教皇庁立外国宣教神学校が合併。教皇庁立外国宣教会となる。

## 会の霊性
キリストの救いの働きに参加し、生き生きとしたキリスト共同体を作ることが本会の最終目的。

## 日本での活動
福音宣教省の要請により1950年に来日。佐賀県と山梨県の小教区で司牧を開始する。
2023年9月16日、教皇フランシスコにより同会日本管区司祭のアンドレア・レンボが東京大司教区補佐司教に任命され、同年12月16日に司教叙階式が東京カテドラル聖マリア大聖堂で行われた。

## 日本管区本部　所在地
〒183-0055 東京都府中市府中町1-40-11